# Derrick Branche
Derrick Branche (Bombay, 1947) è un attore britannico.

## Biografia
Nato a Bombay, l'odierna Mumbai, Branche ha frequentato la St. Peter's Boys School di Panchgani, formando insieme a Freddie Mercury i The Hectics. Giunto in Inghilterra, ha cominciato a recitare, prendendo parte a vari film, come My Beautiful Laundrette - Lavanderia a gettone, e a diverse serie televisive, come Father Ted e The Jewel in the Crown.

## Filmografia

### Cinema
- Linea di sangue (Bloodline), regia di Terence Young (1979)
- The Golden Lady, regia di José Ramón Larraz (1979)
- The Dress, regia di Eva Sereny – cortometraggio (1984)
- My Beautiful Laundrette - Lavanderia a gettone (My Beautiful Laundrette), regia di Stephen Frears (1985)
- Tai-Pan, regia di Daryl Duke (1986)
- Il siciliano (The Sicilian), regia di Michael Cimino (1987)
- The Wonderland Experience, regia di Ben Hardyment (2002)

### Televisione
- Blake's 7 – serie TV, episodio 1x11 (1978)
- Crown Court – serie TV, episodio 7x25 (1978)
- Life at Stake – serie TV, episodio 1x03 (1978)
- Only When I Laugh – serie TV, 22 episodi (1979-1981)
- Into the Labyrinth – serie TV, episodio 1x03 (1981)
- I Borgia (The Borgias) – miniserie TV, episodi 1x01-1x02 (1981)
- The Jewel in the Crown  – serie TV, 6 episodi (1984)
- Dramarama – serie TV, episodio 2x07 (1984)
- The Comic Strip (The Comic Strip Presents...) – serie TV, episodio 4x04 (1988)
- Saracen – serie TV, episodio 1x01 (1989)
- L'asso della Manica (Bergerac) – serie TV, episodio 8x00 (1989)
- I misteri della giungla nera – miniserie TV, episodi 1x01-1x02-1x03 (1991)
- Minder – serie TV, episodio 10x06 (1994)
- Father Ted – serie TV, episodio 1x03 (1995)

## Doppiatori italiani
- Gigi Angelillo ne Il siciliano
- Luca Ward in My Beautiful Laundrette - Lavanderia a gettone
- Carlo Valli in I misteri della giungla nera